# Бєлуха Світлана Василівна
Світла́на Василівна Бєлуха (нар. 17 травня 1942, Ковпаки) — українська педагог, директор Лисичанської гімназії (ліцею) № 17, учитель географії. Народний вчитель СРСР (1991), почесна громадянка Лисичанська.

## Життєпис
Народилась 17 травня 1942 року в селі Ковпаки на Луганщині.
Працювала слюсарем ремонтно-механічного цеху Лисичанського содового заводу, а влітку — старшою піонервожатою табору. У 1963 році вступила на заочне відділення Воронезького державного педагогічного інституту.
Працювала в школах Лисичанська старшою піонервожатою, учителем географії, заступником директора з виховної роботи. З 1977 року дотепер — директор восьмирічної школи № 17, яка знаходилась у старовинній будівлі, побудованій за ініціативою бельгійця Ернеста Сольве (Бельгійська спадщина Лисичанська). Того року її планували закрити, проте призначена на посаду директора Cвітлана Бєлуха зупинила процес закриття школи та відновила у ній навчання. У 1990 школа реорганізована у багатопрофільну гімназію, а у 2021 році — у ліцей.
1 травня 2022 року будівля ліцею була повністю знищена під час російського обстрілу, а у липні того ж року Лисичанськ був окупований російською армією. Навчальний заклад та Світлана Бєлуха продовжують працювати у дистанційному режимі:
|  | Школа може існувати не тільки в стінах і в межах якоїсь території. У нас завжди було гасло, що «гімназія – дім радості для учнів, дім спокою для батьків, дім творчості для вчителів». |

## Нагороди
- медаль «За трудову відзнаку» (1971)
- значок «Відмінник народної освіти УРСР» (1980)
- заслужений вчитель УРСР (1984)
- медаль «Ветеран праці» (1984)
- почесна громадянка Лисичанська (1991)
- народний вчитель СРСР (1991)
- медаль «За заслуги перед Луганщиною» ІІІ ступеня (2006)
- нагрудний знак «Василь Сухомлинський» (2009)
- медаль «За заслуги перед містом» III ступеня (Лисичанськ, 2010)
- медаль «За заслуги перед містом» II ступеня (Лисичанськ, 2012)
- орден княгині Ольги III ступеня (2012)
- «Знак пошани» Лисичанського міського голови
- почесна грамота МОН України[4]